# Giorgi Antadze
Giorgi Antadze (in georgiano გიორგი ანთაძე?, in russo Георгий Самсонович Антадзе?, Georgij Samsonobič Antadze; Poti, 6 settembre 1920 – Tbilisi, 3 novembre 1987) è stato un calciatore e allenatore di calcio sovietico.